# Командир батальона
Командир батальона (комба́т) — должность военнослужащего, командующего в вооружённых силах (ВС) государства формированием типа батальон, а также военнослужащий, находящийся на ней (комбат — жаргон в ВС) и категория (фактически воинское звание) комбат в РККА ВС СССР в 1918 — 1935 годах.
В Вооружённых силах Российской империи Батальонный командир имел чин майора.

## Категория
C 1924 года соответствовала  служебной категории К7, будучи эквивалентной должностям командира дивизиона, авиаотряда и корабля 3-го ранга.
Из современных званий примерно соответствует званиям майора или подполковника.
| Знаки различия       | РККА ВС Союза ССР                   | РККА ВС Союза ССР  |
| -------------------- | ----------------------------------- | ------------------ |
| Петличный знак погон |                                     |                    |
|                      |                                     |                    |
|                      | комбат (петличный знак) (1919—1924) | ... CB (1924—1935) |

## Должность
Командир батальона — начальник формирования типа батальон в смысле органа строевого или командного военного управления. Должность имеется в родах войск (сил) видов ВС, отдельных родах войск и в специальных войсках ВС государств. В разговорной речи обычно конкретизируется название должности: Командир мотострелкового (стрелкового, танкового, инженерного, дорожного, сапёрного и так далее) батальона или командир батальона материально-технического обеспечения (связи, охраны, и так далее). 
Командир корабля 3-го ранга — начальник формирования в надводных и подводных силах военно-морского флота типа Корабль III ранга.
В ВС России современного периода, в соответствии с Уставом внутренней службы, Командир батальона (корабля III ранга) в мирное и военное время отвечает за:
- боевую и мобилизационную готовность батальона (корабля) и успешное выполнение им боевых задач;
- боевую подготовку, воспитание, воинскую дисциплину и морально-психологическое состояние личного состава;
- поддержание внутреннего порядка в батальоне (на корабле);
- сохранность и состояние вооружения, военной техники и других материальных средств батальона (корабля).

Командир батальона (корабля) подчиняется командиру полка (дивизиона кораблей) и является прямым начальником всего личного состава батальона (корабля).
По организации и в ходе боя (выполнения боевой задачи) командир батальона проводит, как правило, на местности, а когда обстановка не позволяет это сделать, то эта работа проводится по карте (рабочим документам) или на макете местности. Однако и в этом случае командир батальона должен изыскать возможность для уточнения задач подчинённым и приданым подразделениям и организации их взаимодействия на местности. Порядок работы командира батальона по организации боя (выполнению боевой задачи) зависит от конкретной обстановки, полученной задачи и наличия времени. Работу по организации боя (выполнению боевой задачи) он начинает, как правило, с получением боевого приказа (предварительного боевого распоряжения, боевого распоряжения, приказа, распоряжения) или после объявления командиром бригады (полка) решения на бой (боевую задачу).

... Командир батальона ничего не прощает и никогда не забывает. Он воин серьезный. ...— Александр Иванович Куприн, Глава XXIX. Травля, «Юнкера», 1932 год.

### Оклад
В ВС России современного периода, с 2012 года, должностной оклад командира батальона составляет 24 000 рублей (Тарифный разряд: 18).